# Шевцов, Леонид Леонидович
Леонид Леонидович Шевцов (род. 1937) — советский и российский тренер по пулевой стрельбе. Заслуженный тренер России (2003). Почётный гражданин Алапаевска (2004).

## Биография
Родился в 1937 году.
В 1961 году окончил педагогическое отделение Киевского государственного института физической культуры по специальности «преподаватель физической культуры и спорта (лыжный спорт)».
После переезда в Алапаевск стал работать тренером по лыжному спорту на Алапаевском металлургическом заводе. Занимался стрельбой в тире ДОСААФа на станкозаводе. В 1985 году возглавил сборную Алапаеевска по стрельбе и стал работать на полставки тренером по пулевой стрельбе в ДОСААФ.
Председатель стрелкового клуба Алапаевска. В настоящее время работает в ДЮСШ № 1.
Наиболее высоких результатов среди его воспитанников достигли:
- Любовь Галкина — олимпийская чемпионка 2004 года[4],
- Евгений Панченко — бронзовый призёр чемпионата мира среди юниоров 2014 года[5],
- Алексей Дмитриев — чемпион Европы среди юниоров[6],
- Денис Иванов — победитель первенства России среди юниоров,
- Оксана Серова — победитель первенства России среди юниоров.

## Награды и звания
- Орден «За заслуги» III степени ЦС РОСТО (ДОСААФ).
- Почетный знак «За заслуги в развитии физической культуры и спорта».
- Почетный знак «80 лет Министерству по физической культуре, спорту и туризму Свердловской области».
- Знак «Отличник физической культуры и спорта».
- Ветеран спорта.
- Почётное звание «Заслуженный тренер России» (2003).
- Почётный гражданин Алапаевска (2004)[7].